# Rocacorba (Mediona)
La Rocacorba és una muntanya de 563 metres que es troba al municipi de Mediona, a la comarca de l'Alt Penedès.